# Aleksandr Aleksándrovich Bestúzhev
Aleksandr Aleksándrovich Bestúzhev (del ruso: Алекса́ндр Алекса́ндрович Бесту́жев), (San Petersburgo, 3 de noviembre de 1797– Adler, Sochi, 19 de junio de 1837), fue un escritor ruso y decembrista. Tras la revuelta decembrista fue enviado al exilio a Siberia (1825) y más tarde enrolado en el ejército del Cáucaso (1829), donde el Imperio ruso había entablado una Guerra del Cáucaso, contra los circasianos. Escribiendo bajo el seudónimo Marlinski, obtuvo reconocimiento como escritor romántico.

## Biografía
Aleksandr Bestúzhev provenía de una familia noble y rica, los Bestúzhev. Recibió una excelente educación. Desde muy joven su padre le preparó para el servicio militar. Debido a su poco dominio de las matemáticas no pudo entrar en la Armada Imperial Rusa y entró en la Guardia como dragón. En 1818 fue promovido a oficial, sirviendo como ayuda de campo de varios oficiales veteranos. Se unió a la revuelta decembrista, por lo que fue exiliado a Yakutsk en 1825. En 1829 fue reclutado para combatir en la guerra del Cáucaso como soldado raso. A pesar del rechazo general a promover a oficiales degradados, fue ascendido en 1836, en reconocimiento a su valeroso comportamiento en el combate. Murió en una escaramuza con los circasianos en 1837.
Era hermano de Mijaíl Bestúzhev y Nikolái Bestúzhev.

## Obra literaria
Bestúzhev comenzó a publicar su poesía y prosa corta en 1819 y pronto recibió atención. Fue destacado junto a Aleksandr Pushkin, Aleksandr Griboyédov, Kondrati Ryléyev y otros. Antes de la revuelta decembrista, Bestúzhev era un prolífico autor, tanto de prosa (relatos cortos y artículos en revistas literiarias) y poesía. En 1823 y 1824 juntamente con Ryléyev publicó el famoso almanaque Poliarnaya Zdezdva ("Estrella Polar"), que publicó a casi todos los más notabnles poetas contemporáneos rusos y fue un gran éxito. Dejó de escribir durante el juicio y su exilio en Siberia, pero volvería a publicar más tarde bajo el seudónimo Marlinski. Debido a su seudónimo, es generalmente conocido como Bestúzhev (Marlinski) para distinguirle de otros Bestúzhev. La parte más notable de su legado son relatos de ficción o vagamente autobiográficos en los que describe la guerra del Cáucaso y de los cuales Alejandro Dumas escribiría Sultanetta, y que influenciarían la obra de Mijaíl Lérmontov, Un héroe de nuestro tiempo. Las obras de Bestúzhev pueden clasificarse como romanticismo florido al estilo de Byron, Víctor Hugo o Walter Scott. Sus personajes son a menudo excesivamente extravagantes, utilizando deliberadamente en su prosa justas medievales como escenario. En la década de 1830, Bestúzhev era uno de los escritores más populares de Rusia, cuya fama puede solo compararse a la de Pushkin. La primera edición de las obras completas de Bestúzhev fue publicada en 1839.

### Publicaciones
- 1821: Zamok Venden
- 1821: Poezdka v Revel
- 1823: Roman i Olga, povest 1396 goda
- 1823: Vecher na bivuake, Vtoroi vecher na bivuake
- 1824: Naezdy
- 1824: Zamok Neigauzen
- 1825: Revelski turnir
- 1825: Izmenik
- 1825: Krov za krov (Zamok Eizen)
- 1825: Morejod Nikitin
- 1825: Noch na korable
- 1825: Vzgliad na ruskuyu slovesnost v techenie 1824 i nachane 1825.
- 1830: Ispytanie
- 1830: Vecher na kavkazskij vodaj v 1824 godu
- 1831: Leitenant Belozor
- 1831: Strashnoye gadanie
- 1831: Latnik
- 1831: Ammalat-Bek
- 1832: Fregat "Nadezhda"
- 1832: Pisma iz Dagestana
- 1835-36: Mulla-Nur
- 1835: On byl ubit
- Roman v 7 pismaj
- Andréi Pereyaslavski,